# Ökenflyghöna
Ökenflyghöna (Pterocles senegallus) är en fågel i familjen flyghöns inom ordningen flyghönsfåglar.

## Kännetecken

### Utseende
Arten är en medelstor, 29–33 centimeter lång flyghöna med utdragen kropp och utstickande stjärtspröt på ytterligare tre till sex centimeter. Fågeln är generellt beigefärgad med på undervingen kontrasterande svarta armpennor. Hanen är ljust blågrå på hjässa, nacke och bröst medan kind, halssidor och strupe är orange. Honan liknar hona kronflyghöna men är mer beigefärgad än denna, har stjärtspröt samt är ovan glesare fläckad snarare än tätt vattrad.

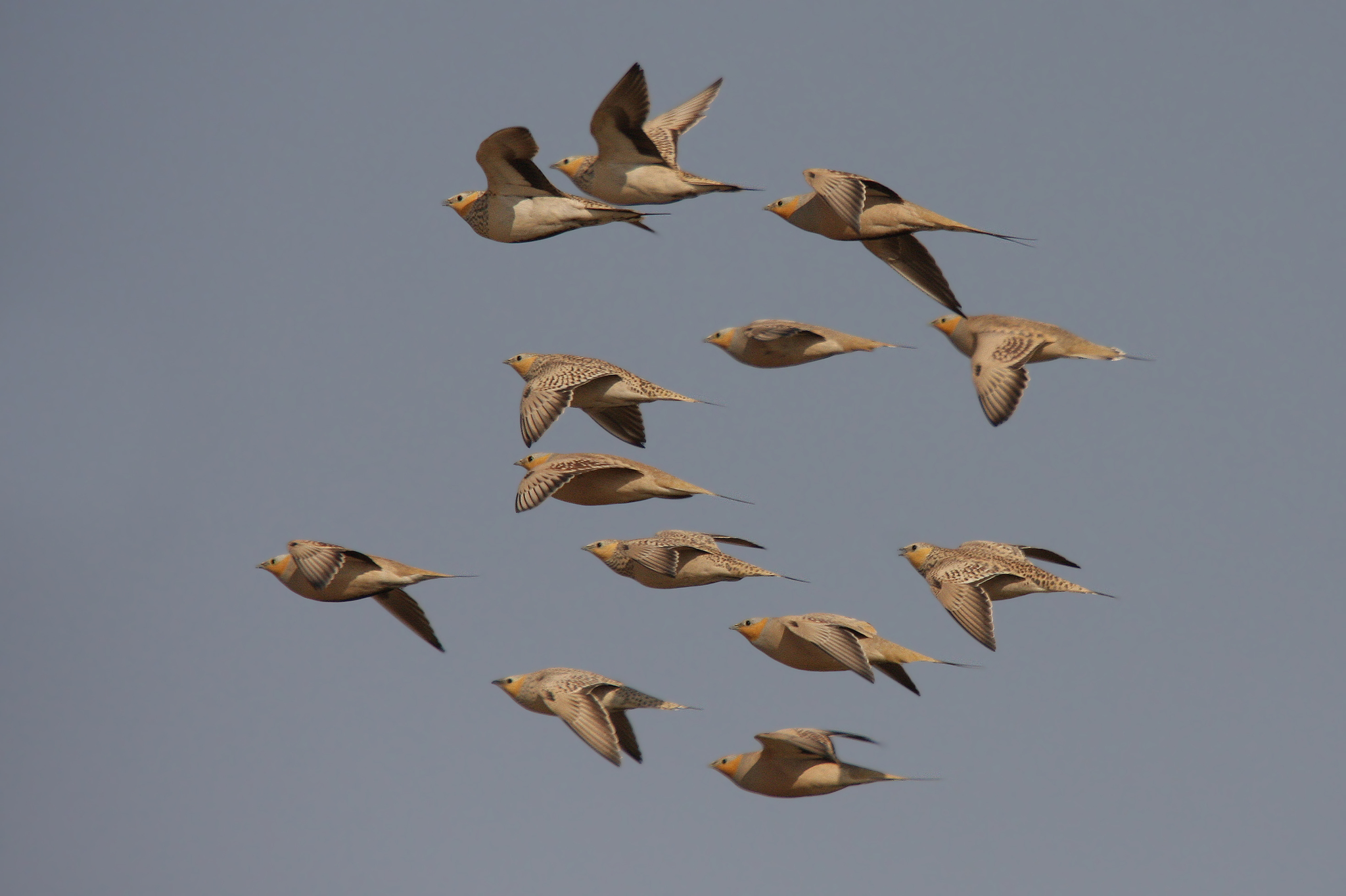
Ökenflyghöns i flykten.

### Läten
Ökenflyghönans flyktläte beskrivs som ett snärtigt "koitt-å".

## Utbredning
Fågeln förekommer i öknar i Afrika söder om Sahara samt på Arabiska halvön och österut till västra Indien. Den har tillfälligt påträffats i Italien, Förenade Arabemiraten och Turkiet samt även Malta och Kanarieöarna.

## Systematik
Resultat från DNA-studier tyder på att släktet Pterocles är parafyletiskt i förhållande till de två flyghönsen i Syrrhaptes, där bland annat ökenflyghönan är närmare släkt med stäppflyghönan (Syrrhaptes paradoxus) än med vitbukig flyghöna (Pterocles alchata). Det medför att antingen bör Syrrhaptes-flyghönsen inkluderas i Pterocles eller så bör ökenflyghönan med släktingar flyttas till Syrrhaptes. Inga större taxonomiska auktoriteter har dock ännu följt dessa resultat.

## Ekologi
Ökenflyghönan gör skäl för sitt namn som trivs i platt, stenig och mycket torr terräng. Den ses ofta i stora flockar när den besöker vattenställen på morgnarna för att dricka och hämta vatten till sina ungar.
Arten lever av små, hårda frön, med förkärlek för Euphorbia guyoniana och Asphodelus tenuifolius i Marocko och korn i Irak. Den lägger tre ägg från maj till juli i en fördjupning i marken. Föräldrarna turas om att ruva äggen i sammanlagt 29–31 dagar, där hanen tar nattpasset.

## Status och hot
Arten har ett stort utbredningsområde och en stor population med stabil utveckling. Utifrån dessa kriterier kategoriserar internationella naturvårdsunionen IUCN arten som livskraftig (LC). Världspopulationen har inte uppskattats men den beskrivs som vanlig och vida spridd.

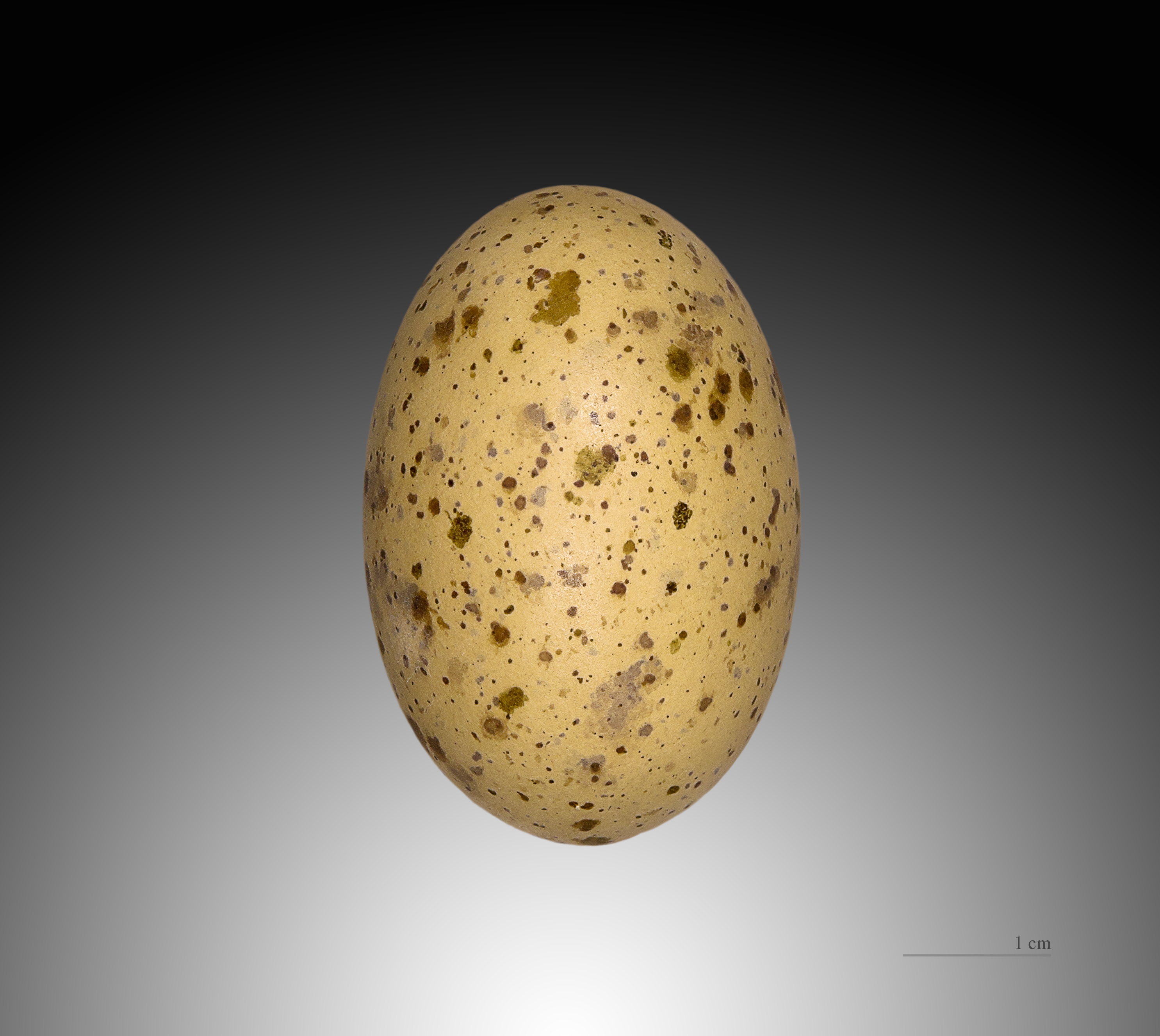
Ägg.